# COLOUR Cologne

COLOUR Cologne
Logo seit 2008

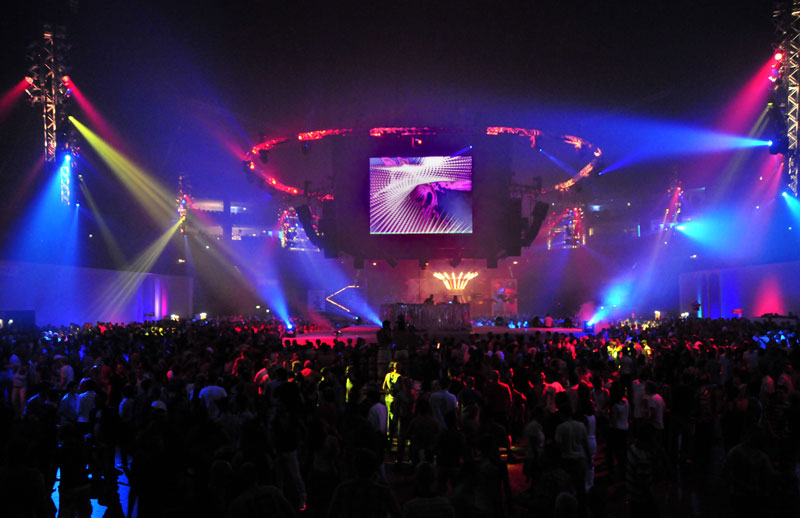
COLOUR Cologne
Kölnarena, 2008

Die COLOUR Cologne ist eine Großveranstaltung, die jedes Jahr im Rahmen des Cologne Pride in der Lanxess Arena in Köln stattfindet. Die COLOUR Cologne gilt mit rund 10.000 Besuchern als die größte schwul-lesbische Tanzveranstaltung Deutschlands. Veranstalter ist seit 2008 die CSD Tanz GmbH.
COLOUR ist neben der Eröffnungsgala, dem Straßenfest und der Parade die vierte Säule des Cologne Pride. Im Falle eines wirtschaftlichen Erfolgs fließen Teile der Überschüsse an diesen Träger, bestehend aus AIDS-Hilfe Köln, KLuST (Kölner Lesben und Schwulen Tag) und Gay Games, die diese Gelder in ihre satzungsgemäßen Projekte einfließen lassen. Inspiriert durch die Regenbogenfahne steht COLOUR Cologne (engl. colour=Farbe, Cologne=Köln) für die Toleranz Anderen gegenüber.

## Konzept
Auf der Veranstaltung gibt es mehrere Dancefloors mit verschiedenen Musikstilen und wechselnden DJs. Auf diversen Bühnen treten verschiedene Performer, Gogos, Tänzer, Dragqueens und Artisten auf. Des Weiteren gibt es eine Open Air Lounge und einen VIP-Floor. 2008 wurde außerdem während der gesamten Veranstaltung in der Arena ein Kettenkarussell betrieben.

## Awards
2008 haben die rik-Leser die COLOUR Cologne zum Event des Jahres gewählt.